# Christer Wibling
Hans Christer Albert Wibling, född 31 december 1923 i Örebro, är en svensk jurist som var lagman i Jönköpings tingsrätt från 1980 till 1990.
Wibling blev juris kandidat vid Uppsala universitet 1951 och genomförde sin tingstjänstgöring 1952–1954 innan han blev fiskal i Göta hovrätt 1955. Han var vattenrättsdomare 1961-1971, hovrättsråd i Göta hovrätt 1971-1980 och var lagman i Jönköpings tingsrätt 1980-1990 . 
Wibling var son till chefredaktör Hilding Wibling och hans maka Greta, född Lindberg. Han var från 1952 gift med Inga-Lisa, filosofie magister, född Dahlquist 1930.